# Benjamin Gavanon
Benjamin Gavanon (ur. 9 sierpnia 1980 roku w Marsylii) – piłkarz francuski grający na pozycji pomocnika w Amiens SC. Jego brat Jérémy Gavanon jest bramkarzem AS Cannes.
Najlepszy asystent Ligue 1 sezonu 2006/07 zaczynał karierę w Olympique Marsylia, ale przez sześć lat na pierwszoligowych boiskach spędził siedem minut. Wypożyczno go do Nottingham Forest, ale tam także siedział na ławce. Niedługo potem wrócił na Stade Vélodrome. Gdy miał 23 lata, pożegnał się więc z Marsylią i trafił do drugoligowego AS Nancy. Tam wreszcie zaczął grać w pierwszym składzie. Po dwóch latach Nancy awansowało do ekstraklasy, ale Gavanon znów usiadł na ławce. W drugim sezonie był jednak zawodnikiem z największą liczbą rozegranych meczów w drużynie. Został najlepszym strzelcem klubu z dorobkiem ośmiu goli, a na dodatek zaliczył osiem asyst. W Nancy Gavanon grał do lata 2009 roku, a następnie przeszedł do FC Sochaux-Montbéliard. W 2010 roku wrócił do Nancy z wypożyczenia.